# シャロルはブルー
シャロルはブルー（しゃろるはぶるう）は、STANCE PUNKSの7thシングル。2006年5月24日発売。

## 収録曲＆解説
1. シャロルはブルー
作詞・作曲　TSURU
2. ★★★★★ダンシング 
作詞・作曲　川崎テツシ
★は放送禁止用語。
3. ラブレター・フロム・ヘル
作詞・作曲　不明